# Виминацијум
Виминацијум (лат. Viminacium) је археолошко налазиште у близини Старог Костолца, 12 km од Пожаревца. Римски војни логор и град настао је у I и трајао до почетка 7. века. Био је један од најзначајнијих легијских логора на Дунаву, а извесно време и главни град римске провинције Горње Мезије, која је обухватала највећи део Србије, северну Македонију и део северозападне Бугарске. Након поделе Мезије 87. године, после Домицијановог Дачанског рата, постао је престоница Горње Мезије. Према подацима из 2018. године, само 3-4% локалитета је истражено.
Локалитет се налази 12 km (7,5 mi) од модерног града Костолца у источној Србији. Град датира из 1. века нове ере, а на свом врхунцу верује се да је имао 40.000 становника, што га чини једним од највећих градова на Балкану тог времена. Лежи на римском Цариградскom друмu. Виминацијум су опустошили Хуни у 5. веку, али га је касније обновио Јустинијан I. Потпуно је уништен доласком Словена у 6. веку. Данас археолошко налазиште заузима укупно 450 ha (1.100 acres), и садржи остатке храмова, улица, тргова, амфитеатара, палата, хиподрома и римских купатила.
Виминацијум се одликује највећим бројем откривених гробова на било ком римском археолошком налазишту. Према подацима из 2023. године откривено је 16.000 гробова.

## Историја
Остаци Виминацијума, главног града римске провинције Горње Мезије, налазе се на територији села Стари Костолац и Дрмно, око 12 km од града [Kostolac[Костолца]] и око 145 km југоисточно од савременог Београда. Виминацијум је био један од најзначајнијих римских градова и војних логора у периоду од 1. до 4. века. Његов изузетан стратешки значај се огледао у његовој улози како у одбрани Лимес Мезије (северне границе) Римског царства, тако и као резултат тога, као великог комуникационог и трговачког чворишта.
Ништа мање није било привлачно Римљанима ни њено залеђе у долини реке Млаве, богато рудом и житарицама. У римско доба, одбрана града на северној страни директно је излазила на јужни крак Дунава, а на западној на реку Млаву – мада се касније Виминацијум ширио на леву обалу Млаве. Захваљујући локацији, земљишту и пловним путевима, Виминацијум је представљао једно од оних подручја где је сусрет култура Истока и Запада био неизбежан. Иако су примарне функције његових путева и других саобраћајних веза биле војне и стратешке, оне су током антике такође пружале веома жив саобраћај и свакако допринеле просперитету Виминацијума и значајном трговачком и пословном центру.
Град је почео као војни логор. Легија је можда била стационирана овде још у време Августа (27. пне – 14. н.е.). Године 33/34 нове ере изграђен је пут који повезује Виминацијум и Рацијарију, у данашњој Бугарској. Цар Клаудије (41–54) је поставио гарнизоне у Виминацијум, Ескус и Нове као логоре за мезијске легије.
Прва легија потврђена у Виминацијуму била је Легија VII Клаудија која је дошла из Далмације 52. године. Из војног логора настало је оближње цивилно насеље.
Године 117, за време Хадријанове владавине, добија статус града. Хадријан је посетио Виминацијум и организовао ловачке забаве. У самом логору је било стационирано око 6.000 војника, а у близини је живело око 30.000–40.000 људи. У ранијој половини 3. века град је био у пуном развоју, о чему сведочи чињеница да је тада стекао статус римске колоније, и право ковања локалног новца. Овде је 196. године Септимије Север прогласио свог сина Каракалу за свог наследника и следећег „цезара“.
Седиште цара Трајана (98–117) током Дачанских ратова између 101. и 106. године је било у Виминациму. Он је постао колонија са привилегијом ковања новца 239. године, за време владавине Гордијана III (238–244), где ту су се налазиле легија VII и легија IV. Други римски цареви који су посетили Виминацијум су Филип Арабљанин, Требонијан Гал, Константин Велики и Јулијан Флавије Клаудије.
Верује се да је крипта у маузолеју царска гробница цара Хостилијана, који је кратко владао и умро 251. Хостилијан је био син цара Деција, који је убијен у заседи у близини древног града Абрута који се налази у данашњој Бугарској. Према грчком историчару Зосиму из 5. века, цар Хостилијан и његова мајка Херенија Етрускила дошли су у Виминацијум да надгледају организацију одбране северних граница царства, али су обоје умрли тамо због Кипријанове куге која је похарала царство током 250-их година. Због велике удаљености од Рима и страха од ширења куге, његово тело је са свим почастима сахрањено у Виминацијуму, уместо да буде пренето у Рим.
Виминацијум је био главни град провинције Горње Мезије. У касно пролеће 293–294, Диоклецијан је путовао кроз своје царство и реорганизовао је Виминацијум као главни град нове провинције Moesia Superior Margensis. Он је регистровао да је народ овде писао на латинском, за разлику од грчког у јужним провинцијама. Виминацијум је био базни логор Легије VII Клаудије и неко време је био домаћин Легије IV Флавије Феликс. У то време град је имао амфитеатар капацитета 12.000 људи.
Године 382, град је био место сусрета Теодосија и Грацијана усред Готског рата. Прema Обавештењу о почасти, Виминацијум је угостио део Димске дунавске флоте.
Виминацијум је 441. године уништио Атила Хун, али га је обновио Јустинијан I (527–565). Током Маврикијевих балканских похода крајем 6. века, Виминацијум је доживео уништење од стране Авара 582. године и тежак пораз аварских снага на северној обали Дунава 599. године, што је уништило репутацију непобедивости Авара. И поред свог стратешког положаја, и генерално добрих услова за живот (широке улице, виле, вишеспратнице, велики и бројни јавни објекти (терме, храмови, амфитеатар), речна лука), Виминацијум никада није поново насељен.

## Археолошка истраживања
Виминацијум се налази у Старом Костолцу, српском насељу на реци Дунав, источно од Београда. Локалитет се простире на 450 хектара. Процењује се да је око 5% ескавирано.
Виминацијум је био место првог археолошког ископавања у Србији, које је 1882. започео Михаило Валтровић, оснивач археологије у Србији и први професор археологије на факултету у Београду, али и сам непрофесионални археолог (био је архитекта). Једина помоћ коју је добио била је од дванаест затвореника за физичке послове, јер држава није имала довољно средстава да му обезбеди бољу радну снагу. Почетком 20. века истраживања је наставио Милоје Васић када је краљица Драга Обреновић дала донацију од 100 златника за наставак радова.
Обимна археолошка истраживања започета су због изградње термоелектране и површинског копа Дрмно, 1977. године, на простору некропола, југозападно од каструма.
Истраживања су дала изузетно богат и значајан археолошки материјал. Пронађене су занатске радионице, у оквирима којих су се налазиле пећи за печење опеке, а град је такође поседовао терме, које су биле главно састајалиште Римљана. У средишту терми биле су просторије за масажу. Ископано је шест базена, у којима понегде могу да се назру осликани зидови са цветним и животињским мотивима. Купатило је било парно а топао ваздух је циркулисао између стубића и загревао опеку испод подница док је вода стизала са извора у слободном паду, акведуктом истраженим у дужини од десет километара. Пронађене су и светиљке које су служиле за ноћно купање.
Ископан је Маузолеј, за који се претпоставља да је гробница цара Хостилијана, сина цара Трајана Деција, које је боравио у Виминацијуму током 251. године. Хостелијан је дошао на престо после трагичне смрти његовог оца Трајана и брата Херенија. Ни Хостелијан није дуго поживео, умро је вероватно од куге а сматра се да је да је спаљен у Маузолеју. Пронађено је више гробница са изузетним фрескама. Две од њих су осликане фрескама и потичу из доба паганства, што се закључује по декорацији флором и фауном живих боја, док је трећа гробница украшена ликом девојке која је припадала вишим друштвеним слојевима, на шта упућују пронађени делови златном бојом обрубљене хаљине. До сада је истражено више око 14.000 гробница, а Фреско-сликарство је уз налазе гробница пружало значајне податке о почецима хришћанства на овим просторима. Налаз гробница са Небеским јахачем и Христовим монограмом пружају идеју како се паганство преображавало у хришћанство.
Откривена је Северна капија утврђења а постојале су још три, што указује на моћни систем. На целом простору налазишта је пронађено и мноштво новчића а највише ипак у гробницама, у које су умрли полагани са три крчага (за уље, вино, воду) и новчићем у устима - да Херону плате превоз на онај свет.
У 19. веку још су се јасно назирали обриси насеља, широке улице које се секу под правим углом, тргови, позоришта, купатила, водовод и градски бедеми. Данас су остали само делови. Мермерне скулптуре, надгробне плоче и саркофази, накит и посуђе из Виминацијума чувају се у Народним музејима у Београду и Пожаревцу.
У Виминацијуму је 2012. године откривена фигурина женског божанства стара око 4000 година. У питању је близнакиња Кличевачког идола откривеног 1881. године. Године 2013. је пронађен жртвеник посвећен нимфама, а током 2014. пронашли су мермерне статуе и златну огрлицу из римског периода. Почето је са ископавањем римског војног логора 2017. године. Током 2018. пронађени су саркофази из римског доба који нису раније опљачкани и гробница за коју се сматра да припада неком младом императору.
Добитник је међународне награде „Жива” за најбољи словенски музеј 2018. године.

### Археолошко налазиште
- Скелет мамута стар милион година откривен је на локалитету Виминацијум у јуну 2009. године.[27] Велики примерак, висок преко 4 m (13 ft) и тежак 10 t (9,8 long tons; 11 short tons), један је од 20 до сада откривених комплетних скелета мамута. Добила је име Вика, а процењује се да је у тренутку смрти имала 60 година. Откривена је на дубини од 27 m (89 ft) у руднику лигнита. Остаци других мамута су ископани у мочварним слојевима плеистоцена. Изложени су у делу Палеонтолошког парка Виминацијума.[9]
- Изванредан налаз скулптуре од жада од 35 cm (14 in). Ово делу указује на могућност постојања радионице у римско доба.[7]

Године 1980, избила је афера Сеусово благо, када су Мађарска, Југославија и Либан оспориле власништво над оставом сребрних предмета која се појавила на тржишту. Југословенски новинари започели су истрагу која је трајала годинама. Откривено је да су бројни артефакти кријумчарени и илегално продавани ван граница Југославије. Иако само Сеусово благо није са овог локалитета, Виминацијум је, због лошег одржавања и слабе заштите у то време, специфично именован као налазиште које је „обогатило многе стране колекције вредним артефактима, продатим испод њихове праве вредности“.
Главни руководилац пројекта Виминацијум, археолог Миомир Кораћ, изјавио је у априлу 2018. да је до сада истражено само 3 до 4% локалитета. Виминацијум се геофизички истражује од средине 1990-их. Захваљујући томе, потврђено је постојање бројних објеката, али до 2018. године још увек нису ескавирани: хиподром, форум, царска палата, неколико храмова, позориште итд.
Постоје докази да је од 1. до 3. века у логору постојала широка медицинска мрежа јер су болнице у војним логорима биле регулисане законом. Откривени су остаци хируршких инструмената и опреме за производњу лекова (посуде, авани с тучком). У једној од таквих посуда, откривеној у ординацији очног лекара 1985. године, пастиле су преживеле и имале су утиснут натпис који је објашњавао да лек садржи екстракт шафрана. У бронзаној кутији је било 8 инструмената (пинцета, скалпел, игле, игле за катаракте, камена палета, стаклени балзамаријум). Пастиле су се чувале у патронама у облику лука, а саме су биле округле, равне и вретенасте. Инструменти се једва разликују од савремених и на основу тога и састава лекова сматра се да су лекари лечили катаракту и трахом. Ово откриће се сматра најзначајнијим медицинско-фармацеутским открићем са подручја Србије, и показује да су се медицина и фармација заснована на науци развили пре Галена, који се сматра оцем научне медицине. Поред тога, постоје још само четири налаза сачуваних римских лекова у Европи (Лион и Рајм у Француској, локалитет Морлунго у Падови у Италији, Келн у Немачкој). Хемијско испитивање лекова започели су 2019. године стручњаци из Лабораторије за молекуларну и структурну археологију Сорбоне. Након завршетка, лабораторија ће покушати да реконструише два писана медицинска рецепта откривена у Виминацијуму: collyria crocodes и collyria stactum. Поред тога, постоје и докази о трепанацији, хируршком захвату отварања лобање.
- У јуну 2012, ископавање је открило гладијаторску арену са много остатака дивљих животиња – медведа и камила. Скелет медведа датира из 2. века нове ере када су се многе такмичарске игре одржавале у амфитеатру. Медвед је скоро сигурно угинуо током спектакла, било у борби са другом животињом или са човеком. Камила је умрла око једног века касније.[31] Од амфитеатра су остали само темељи, али су седећи слојеви делимично реконструисани. Гладијаторске представе су се одржавале често, иако су гладијатори били храњени великим количинама житне каше и били су гојазни, „ни налик Раселу Кроу у Гладијатору“.[9]
- Археолози су 21. јуна 2012. открили римско гробље из 2. и 3. века нове ере са изузетно вредним комадима финог накита, као и уљаницама које су покојницима служиле да осветле пут у онај свет. Недалеко од ове некрополе откривен је „индустријски комплекс“ са остацима огромних пећи чија намена тек треба да се утврди.[32]
- Године 2012, откривена је фигурина женског божанства, стара 4.000 година.[8]
- Године 2013, откривен је олтар посвећен нимфама.[8]
- Дана 19. априла 2018. објављено је откриће маузолеја. Саграђена је у 3. веку и била је почивалиште неке веома значајне особе. Налази се на северној некрополи, 830 m (2.720 ft) северно од Хостилијановог маузолеја. Камене скулптуре и орнаменти откривени у њему описани су као „изванредни“. Укључују главу римског цара, младића који држи мач и делове другог мача, као фрагменте орлових крила. Маузолеј покрива површину од 15 m × 15 m (49 ft × 49 ft), док је централна просторија 6 m × 8 m (20 ft × 26 ft). Вероватно је имала ритуалну употребу и са 3 стране је опасана са 11 гробова. Један гроб је кремираног покојника у гробној јами, два имају дрвене гробне сводове, један је од опеке са луком, а остали су од обичне цигле. Већина гробова је опљачкана. Објекат је направљен од великих плоча ломљеног кристалног шкриљаца, са четири слоја хидрауличног малтера дебљине 5 до 10 cm (2,0 до 3,9 in). Када је изграђен, маузолеј је већ био 1 m (3 ft 3 in) укопан у земљу. Два пута је уништаван. Први пут у антици када је темељно уништен, вероватно као део damnatio memoriae. У каснијим периодима оштећења су настала углавном због одношења грађевинског материјала на поновну употребу. У овом периоду највише оштећења дошло је на оградном зиду који је сачињен од масивних плоча коцкастог облика. Ископавања се настављају на северном делу где би требало да се налази улаз. Преко пута маузолеја се такође истражује још једна лучна гробница.[5][33][34]
- Извештај о два саркофага објављен је 31. маја 2018. Били су нетакнуте, садржавали су два костура и били су пуни злата и сребра. Један костур је високог, средовечног мушкарца у 50-им годинама, са сребрном копчом за каиш и остацима ципела поред себе. Други скелет је витке, млађе жене, у двадесетим годинама. Поред ње су откривене три фине стаклене бочице у којима су се налазили парфеми, као сребрно огледало. Само тело је било украшено златним минђушама, неколико скупих укосница и огрлицом. Све ово указује на припаднике више класе.[6] Обоје су стављени у један саркофаг, држећи се један другог, док је у други саркофаг постављена урна. Мушкарац је био висок 180 cm (71 in), док је жена имала 148 cm (58 in). Стање мушког скелета показује да није радио тежак, физички посао. Женска хаљина је очигледно била златоткана, са уграђеним перлама од бисера, злата и стакла и малим златним прстеновима са драгим камењем. Имала је и јединствени сребрни комплет за струка. Две укоснице су направљене од кости, а две од гагата, док је огледало има дршку у облику Херкуловог чвора. Пронађен је и златни веренички прстен са натписом SIMP, за који се претпоставља да су иницијали вереника.[8]
- У фебруару 2019. објављено је откриће добро очуване гробнице. Особа је била висока 178 cm (70 in) и предмети пронађени у гробу укључују 92 cm (36 in) дугачак мач са две оштрице са бронзаним дршком, у, још увек уочљивим, дрвеним корицама, велики коштани чешаљ испод левог рамена у кућишту такође од костију и гвозденим појасом преко карлице. Гроб је датиран у период Велике сеобе народа и на основу артефаката је закључено да је особа припадник германског племена Гепида, које је населило ово подручје у 6. веку. До сада је пронађено 106 гепидских гробова раштрканих по Виминикајуму, али не на овом подручју, те су ископавања настављена да се утврди да ли се ради о изолованом гробном месту или делу некрополе. Од 106, 31 Гепид је имао карактеристичну деформацију лобање, обичај који су преузели од Хуна.[35]
- Велики и добро очувани ратни брод пронађен је у марту 2020. године и најављује се да ће постати део сталне археолошке поставке.[36] Касније током лета откривено је неколико оловних саркофага од 2. до 4. века, који се ретко налазе. Један је садржао сребрни пергамент са натписом на старогрчком.[37]
- Принципијум римског каструма (укупно најмање 50 са 70 m (160 са 230 стопа)) заједно са низом римских новчића и других артефаката пронађен је у новембру 2020. године.[38] Принципијум је био главни штаб Легије VII Клаудије. Масивни објекат, који се простире на 3.500 m2 (38.000 sq ft) и има 40 просторија, садржи канцеларије, оружарнице, светилиште, трезор, базилику и просторију за чување војних застава и обележја. Централни део је унутрашње двориште са перистилом. У оквиру комплекса се налази складиште воде и фонтана, који су са свих страна окружени колонадама. Чврсти зидови указују на постојање горњих спратова. На остацима ентеријера видљиво је поплочавање пода украсним плочицама (стаклени сат или орнаменти у облику лептира), док су зидови украшени црвено-белим шарама, флоралним мотивима, натписима и бордурама. У трезору су пронађени новчићи денарија и антонинијана, углавном са приказима царева из 3. века Галијена, Клаудија II Готског и Аурелијана.[37]

| - Град Виминацијум у 4. веку - Кованице са ликом Антонинијана исковане у ковници Виминацијума под Пакацијаном да се прослави 1001. рођендан Рима. - Римске провинције на доњем Дунаву и главним путевима |

### Виминацијумска лука
Према римском документу Notitia Dignitatum, део римске дунавске флоте био је усидрен у Виминацијуму. Како се локалитет не налази ни на једном савременом водотоку, или је Дунав текао јужније него данас, или се неки велики рукавац одвајао од главног тока у овом правцу, остављајући савремено фосилно корито реке које даје бројне морнаричке артефакте. Године 2019, на старом ушћу Млаве у Дунав (данас површински коп Дрмно) откривено је велико гвоздено сидро, које је украдено исте ноћи када је ископано. У фебруару 2020. године на истом локалитету пронађен је тесани чамац (моноксил).
Само месец дана касније објављено је откриће закопаног брода у истом некадашњем кориту реке. Налазио се 500 m (1.600 ft) западно од претходног открића. Брод је откривен на дубини од 7 до 8 m (23 до 26 стопа). Делимично је био усађен у песак, алувијални седимент реке, а делом у мочварни глинени седимент, када је река променила ток, а преостала мртваја се претворила у мочвару. Слојеви изнад брода су такође били помешани, укључујући лес који је донео ветар, и очврснуло блато од честих поплава.
Ископан је и делимично оштећен великим багером, када су у његовој лопати уочене даске. Брод је изузетно добро очуван захваљујући специфичним условима и високој влази. То је брод равног дна, изграђен за плитке воде. Сачувано је и кућиште за јарбол помоћног једра, као и кормило, крма и четвртаста брава за крмено весло. Сачувани део брода је дугачак 9,5 m (31 ft), али се процењује да је цео брод био дугачак 15 m (49 ft). То је дефинитивно био ратни брод, јер има остатака кљунастог ударача. Поред њега су откривена два моноксила.
Тачно датирање ће бити спроведено применом технике фиксације угљеника C4. Геолози ће прегледати ископину да би утврдила временску линију када је река текла кроз ово место. Иако се сугерише да је брод можда чак и праисторијски, све указује на римски тип брода (римски, византијски, раносредњовековни). Ова брод је једини такав налаз у Србији. Он ће бити у потпуности реконструисан, укључујући делове који недостају, и изложен са два моноксила.
У априлу 2021, објављено је откриће других пловила. Откривена су у некадашњем рукавцу Дунава, закопана 7 m (23 ft) дубоко у глинене седименте, што указује на период старији од златног доба Виминацијума. Највећи брод је дугачак 19 m (62 ft), а откривено је укупно седам пловила, различитих облика и величина. Пронађено је и нешто грнчарије. Угљенично датирање је показало да су најстарији бродови из 1. века пре нове ере, док неки потичу из 15. и 17. века. Сви су направљени од храстовине, а опстале су гвоздене стеге за везивање дрвета. Недавна открића бродова указују на некадашње, очигледно изобилне, храстове шуме у том подручју и више од миленијума стару, раније незабележену традицију бродоградње која је претходила и преживела Виминацијум.
Још већи брод, за који се процењује да је дугачак преко 20 m (66 ft), ископан је багером у фосилном кориту реке Дунав у јулу 2023. Налазио се у пешчаном муљу на дубини од 8 m (26 ft). Делимично га је оштетио багер, али су остаци били у одличном стању. Са порастом броја откривених пловила, почела је изградња Музеја бродова у оквиру комплекса.

### Кућа науке Виминацијум
Кућа науке Виминацијум је нови научно-истраживачки и туристички центар изграђен на ободу Археолошког парка. Објекат је изграђен у маниру римске виле, са собама и лабораторијама груписаним око неколико атрија. У објекту се налазе археолошки музеј, научна библиотека, лабораторије за обраду археолошких налаза, информациони центар, конференцијске сале, ресторан са трпезаријом и СПА центар у виду римског купатила. На располагању су и спаваће собе за истраживаче, студенте и посетиоце. Једна од најспектакуларнијих карактеристика је велика конференцијска сала коју је декорисао српски мозаичар који је поставио мозаике у касноантичком стилу.
Спаваће собе су стилизоване по стилу римских касарни и имају шест кревета у једној просторији. Комплекс је постао археолошки конгресни центар, назван „конгресним (војним) кампом” који укључује централни трг, две сале за дебате и велику трпезарију по узору на римске војне трпезарије. Када се не користи за научне скупове, део комплекса се адаптира у „римски дечји камп”, са пратећим авантуристичким парком који је делимично направљен по римским полигонима за обуку легионара. Неки од експеримената укључују покушаје да се поново креирају друге праксе рађене на „римски начин“, попут кремације или садње винове лозе. Лимес Парк, реконструисани римски полигон за обуку, завршен је у септембру 2018, док је суседни авантуристички парк отворен у децембру 2018. Он покрива површину од 2 ha (4,9 acres) и састоји се од 48 атракција.
У 2017. години Виминацијум је имао 100.000 посетилаца, највећи број туриста у његовој историји. Од тог броја, 17.000 је дошло бродовима пошто је изграђено пристаниште за туристе. У оближњем граду се гради међународна путничка лука „Костолац“, која би требало да буде ускоро завршена. У јулу 2021. године, Археолошком парку Виминацијум је дата управа над луком. Лука је постала оперативна 1. априла 2022. године.
Од 2018. године у Костолцу и Археолошком парку Виминацијум одржава се годишњи позоришни фестивал „Виминацијум фест“.

## Становници
Процењује се да је град на свом врхунцу имао 40.000 становника. Људски остаци показују мешавину различитих народа. На неколико лобања урађена је реконструкција лица за потребе изложбе „Римски лимес и градови у Србији“ 2018. у галерији Српске академије наука и уметности коју је припремио археолог и форензички антрополог Илија Микић. Остаци показују да је становништво припадало разним типовима, попут медитеранских, али и неуобичајеним за овај регион попут нордијских или црначких. Нека од ових различитих лица су реконструисана.
Други важни налази укључују лобање са пуним зубима или издужене лобање. Иако их је јавност одмах означила као ванземаљске, оне су заправо производ специјалне технике за вештачку деформацију лобање, која би почела везивањем дечјих глава. Издужење се сматрало веома лепим и пожељним. Микић је такође навео да је, на основу бројних скелета, просечан животни век у Виминацијуму био 35 година, док је просечна висина била 165 cm (65 in) за мушкарце и 155 cm (61 in) за жене.

## Црквена историја
Као главни град провинције Горње Мезије, Виминацијум је такође постао митрополитска архиепископија, вероватно од око 300. до око 400. године.
Српска православна епархија браничевска сматра се наследницом и Виминацијума и Хореум Марги.
Надбискупија је номинално обновљена 1925. године као титуларна архиепископија латинокатоличке митрополије Viminacium (латински) / Viminacio (куријатски италијански).

## Галерија
- Макета града
- Остаци Виминацијума
- Остаци мајке и детета, сахрањених заједно око 250. године нове ере
- Римска купатила
- Реконструкција амфитеатра у Виминацијуму
- Мамут изложен у Виминацијуму
- Играчке изложене у Народном музеју у Пожаревцу
- Свећњаци изложени у Народном музеју у Пожаревцу
- Надгробна стела са рељефним приказом из Виминацијума, двориште Народног музеја у Пожаревцу
- Надгробна стела из Виминацијума, двориште Народног музеја у Пожаревцу